# Dãy núi Vũ Di
Dãy núi Vũ Di (tiếng Trung: 武夷山; bính âm: Wǔyí Shān; Bạch thoại tự: Bú-î-soaⁿ; còn được gọi là Bohea Hills trong các tài liệu phương Tây) là một dãy núi tại Nam Bình, phía bắc của tỉnh Phúc Kiến, giáp ranh giới với tỉnh Giang Tây, Trung Quốc. Đỉnh cao nhất của dãy núi là Hoàng Cương Sơn cao 2.158 mét (7.080 ft) là ranh giới tự nhiên của hai tỉnh khiến nó là đỉnh núi cao nhất thuộc hai tỉnh và cũng là đỉnh cao nhất Đông Trung Quốc. Nhiều loại Trà ô long và Trà đen được sản xuất tại đây bao gồm cả loại Đại Hồng Bào và Chính sơn tiểu chủng.
Dãy núi nằm giữa Vũ Di Sơn và Nam Bình ở phía tây bắc tỉnh Phúc Kiến, phía đông là thành phố Thượng Nhiêu ở đông bắc tỉnh Giang Tây.

## Mô tả
Dãy núi được UNESCO công nhận là Di sản thế giới bởi giá trị cả về văn hóa, danh lam thắng cảnh và đa dạng sinh học từ năm 1999. Khu vực được công nhận có diện tích 99.975 hecta được chia thành bốn phần lõi gồm: Khu vực bảo vệ hệ sinh thái chín khúc sông Dĩ Cập (36.400 ha) ở trung tâm, Khu bảo vệ cảnh quan văn hóa và tự nhiên khu thắng cảnh Vũ Di Sơn (7.000 ha), khu bảo vệ đa dạng sinh học Khu bảo tồn thiên nhiên quốc gia Phúc Kiến Vũ Di Sơn (56.527 ha) và cuối cùng là khu vực bảo vệ khảo cổ Di chỉ thành Hán Thành Thôn (48 ha). Xung quanh khu vực lõi là vùng đệm rộng 27.888 ha.

## Đa dạng sinh học

### Thực vật

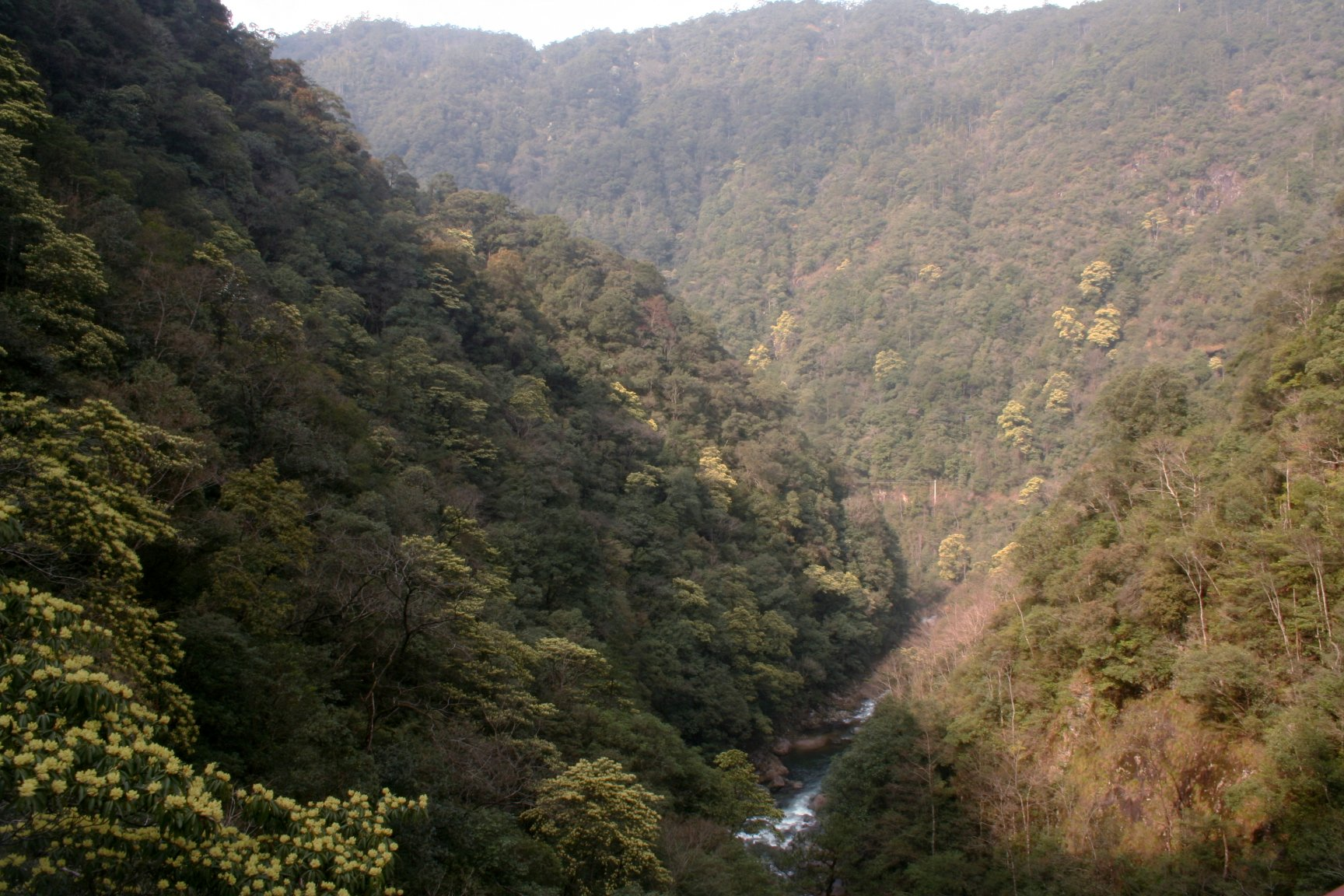
Rừng trong khu vực bảo vệ tự nhiên của Vũ Di Sơn.

Đây là ví dụ lớn nhất và tiêu biểu nhất về đa dạng sinh học của cảnh quan rừng cận nhiệt đới ở Trung Quốc và rừng nhiệt đới Nam Trung Quốc. Hệ sinh thái của nó tồn tại trước kỷ Băng hà khoảng 3 triệu năm trước. Các nhà sinh học đã tiến hành nghiên cứu thực địa trong khu vực này từ năm 1873.
Thảm thực vật phụ thuộc mãnh mẽ vào độ cao. Rừng thường xanh lá rộng chiếm ưu thế ở độ núi thấp; Cảnh quan thay đổi theo độ cao thành rừng thường xanh rụng lá, rừng lá kim ôn đới, rừng hỗn hợp lá rộng và lá kim ôn đới, rừng rụng lá rộng và lá rộng, rừng hỗn giao lá rộng và thường xanh, rừng lá rộng thường xanh, rừng tre, rừng cây bụi lá rộng rụng lá, rừng cây bụi lá rộng thường xanh, rừng cọ và thảo nguyên đồng cỏ. Phổ biến nhất là rừng lá rộng thường xanh, một số trong đó tạo thành những vùng lớn nhất còn lại của các khu rừng cận nhiệt đới ẩm trên thế giới. Tại đây có 2.888 loài thực vật với 840 loài thực vật bậc thấp và nấm. Các loài phổ biến nhất gồm Họ Cử, Nguyệt quế, Chè, Mộc lan, Côm.

### Động vật
Dãy núi Vũ Di nổi tiếng với sự đa dạng và nhiều loài quý hiếm. Tổng cộng có 5.000 loài được báo cáo có mặt trong khu vực, trong đó có 475 loài có xương sống (trong đó có 49 loài đặc hữu) và 4.635 loài côn trùng. Vũ Di Sơn có 71 loài động vật có vú, 256 loài chim, 73 loài bò sát, 35 loài lưỡng cư, 40 loài cá. Một số loài nổi bật có mặt tại Vũ Di Sơn gồm khướu mỏ dẹt đuôi ngắn, hổ Hoa Nam, báo gấm, báo Amur, mang đầu lông, sơn dương đại lục, gà lôi Cabot, gà lôi Elliot và kỳ giông khổng lồ Trung Quốc